# Cacospongia
Cacospongia Schmidt, 1862 è un genere di spugne della famiglia Thorectidae.

## Tassonomia
Comprende le seguenti specie:
- Cacospongia amorpha Polejaeff, 1884
- Cacospongia aspergillum Schmidt, 1868
- Cacospongia carduelis Schmidt, 1864
- Cacospongia coreana (Lee & Sim, 2005)
- Cacospongia intermedia Poléjaeff, 1884
- Cacospongia levis Polejaeff, 1884
- Cacospongia mollior Schmidt, 1862
- Cacospongia mycofijiensis (Kakou, Crews & Bakus, 1987)
- Cacospongia ridleyi Burton, 1949
- Cacospongia serta (Lendenfeld, 1889)
- Cacospongia symbiotica Burton, 1959

Altre specie in passato attribuite a questo genere sono state riclassificate:
- Cacospongia camera (=  Dendrilla camera (de Laubenfels, 1936))
- Cacospongia cavernosa (=  Fasciospongia cavernosa (Schmidt, 1862))
- Cacospongia cincta  (=  Scalarispongia cincta (Boury-Esnault, 1973))
- Cacospongia collectrix (=  Ircinia collectrix (Poléjaeff, 1884))
- Cacospongia compacta (=  Psammocinia compacta (Poléjaeff, 1884))
- Cacospongia dendroides (=  Ircinia dendroides (Polejaeff, 1884))
- Cacospongia friabilis (=  Ircinia friabilis (Polejaeff, 1884))
- Cacospongia incognita (=  Scalarispongia incognita (Desqueyroux-Faúndez & van Soest, 1997))
- Cacospongia irregularis (= Ircinia irregularis (Poléjaeff, 1884))
- Cacospongia murrayi (=  Thorecta murrayi (Poléjaeff, 1884))
- Cacospongia oligoceras (=  Ircinia oligoceras (Poléjaeff, 1884))
- Cacospongia poculum (=  Carteriospongia foliascens (Pallas, 1766))
- Cacospongia prima (=  Thorecta prima (Lendenfeld, 1885))
- Cacospongia procumbens (=  Ircinia procumbens (Polejaeff, 1884))
- Cacospongia proficens (=  Scalarispongia proficens (Pulitzer-Finali & Pronzato, 1980))
- Cacospongia scalaris (= Scalarispongia scalaris (Schmidt, 1862))
- Cacospongia schmidti (=  Spongionella pulchella (Sowerby, 1804))
- Cacospongia similis (=  Scalarispongia similis (Thiele, 1905))
- Cacospongia spinifera (=  Hyrtios spinifer (Poléjaeff, 1884))
- Cacospongia tuberculata (=  Sarcotragus tuberculatus (Poléjaeff, 1884))
- Cacospongia vesiculifera (=  Psammocinia vesiculifera (Poléjaeff, 1884))